# Gabriele Paonessa
Gabriele Paonessa (ur. 18 kwietnia 1987 w Bolonii) – włoski piłkarz występujący na pozycji ofensywnego pomocnika lub napastnika.

## Kariera piłkarska
Gabriele Paonessa jest wychowankiem SSC Napoli. Potem jako junior trafił do Bologny. W sezonie 2005/2006 zadebiutował w Serie B. W sumie rozegrał tam 2 mecze na tym poziomie rozgrywkowym. Następnie był wypożyczany do Vicenzy, Avellino oraz ponownie Vicenzy. Przed sezonem 2010/2011 przeszedł do Parmy. Był z niej wypożyczany do Ceseny, Gubbio, Como, Perugii oraz Crotone. W 2015 roku zakończył karierę.
W Serie B rozegrał 72 spotkania i zdobył 8 bramek.